# William Odling

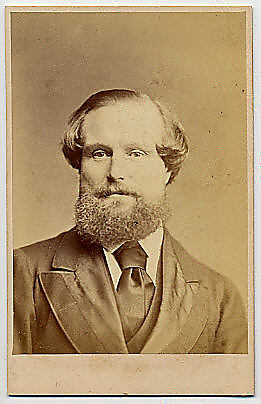
William Odling

William Odling, född den 5 september 1829 i Southwark, Surrey, död den 17 februari 1921 i Oxford, var en engelsk kemist som bidrog till utvecklingen av det periodiska systemet.
Odling blev kemiföreläsare vid St Bartholomew's Hospital Medical School i London och demonstrator vid Guy's Hospital Medical School 1850. Efter att ha lämnat St Bartholomew's 1868 blev han Fullerian Professor of Chemistry vid Royal Institution där han 1868 och 1870 inbjöds att hålla Royal Institution Christmas Lectures över The Chemical Changes of Carbon och Burning and Unburning. År 1859 valdes han till Fellow of the Royal Society och 1875 blev han hedersdoktor vid Leidens universitet.
År 1872 lämnade han Royal Institution och blev Waynflete Professor of Chemistry och fellow vid Worcester College i  Oxford, där han blev klar till sin pensionering till 1912. Odling tjänstgjorde även som fellow (1848–1856), hederssekreterare (1856–1869), vicepresident (1869–1872) och president (1873–1875) i Chemical Society of London samt som censor (1878–1880 och 1882–1891), vicepresident (1878–1880 och 1888–1891) och president (1883–1888) i Institute of Chemistry.